# Сребреница (община)
Община Сребреница (на сръбски: Општина Сребреница) е разположена в Република Сръбска, част от Босна и Херцеговина. Неин административен център е град Сребреница. Общата площ на общината е 533.32 км2. Населението ѝ през 2004 година е 21 879 души.